# 线叶葶苈
线叶葶苈（学名：Draba linearifolia）为十字花科葶苈属下的一个种。

## 扩展阅读
- 維基物種上的相關：线叶葶苈